# ぼくのるすばん
『ぼくのるすばん』は、 1978年5月21日に発売された郷ひろみ26作目のシングル。

## 解説
子供の作った歌詞を松本隆が補作した。

## 収録曲
全曲　補作：松本隆／作曲・編曲：穂口雄右
1. ぼくのるすばん
  - 作詞：沢田美佳
2. あれあれ めだまが三角に
  - 作詞：吉田有美